# Porta Senese
La Porte Siennoise (en italien ; Porta Senese), également connue sous le nom de Porta della Fontee, est une porte de ville qui s'ouvre le long des murailles de Scarlino à Scarlino, dans la province de Grosseto en Toscane. Son emplacement se trouve le long de la partie orientale des remparts de la ville, le long de la via Gonzia.

## Histoire
Datant de 1255 comme l'indique une plaque qui y est apposée, la porte s'ouvre le long d'un pan de mur-rideau, paraissant entièrement recouvert de pierre, avec moulure en travertin sur le côté extérieur qui préserve les piédroits sur lesquels repose le grand arc en plein cintre avec lequel elle culmine à son sommet, qui est resté dépourvu du tronçon de mur-rideau en pierre sus-jacent au fil du temps.
Sur le côté de la porte se trouve une plaque avec une inscription qui rappelle un événement du 27 janvier 1379, au cours duquel les habitants de Scarlino se sont alignés devant la porte pour empêcher le passage de l' empereur Charles IV de Bohême, qui avec son cour se rendait de Sienne à Pise : la résistance de la population au souverain était induite par la fiscalité excessive qui pesait alors lourdement sur les villageois.

## Galerie

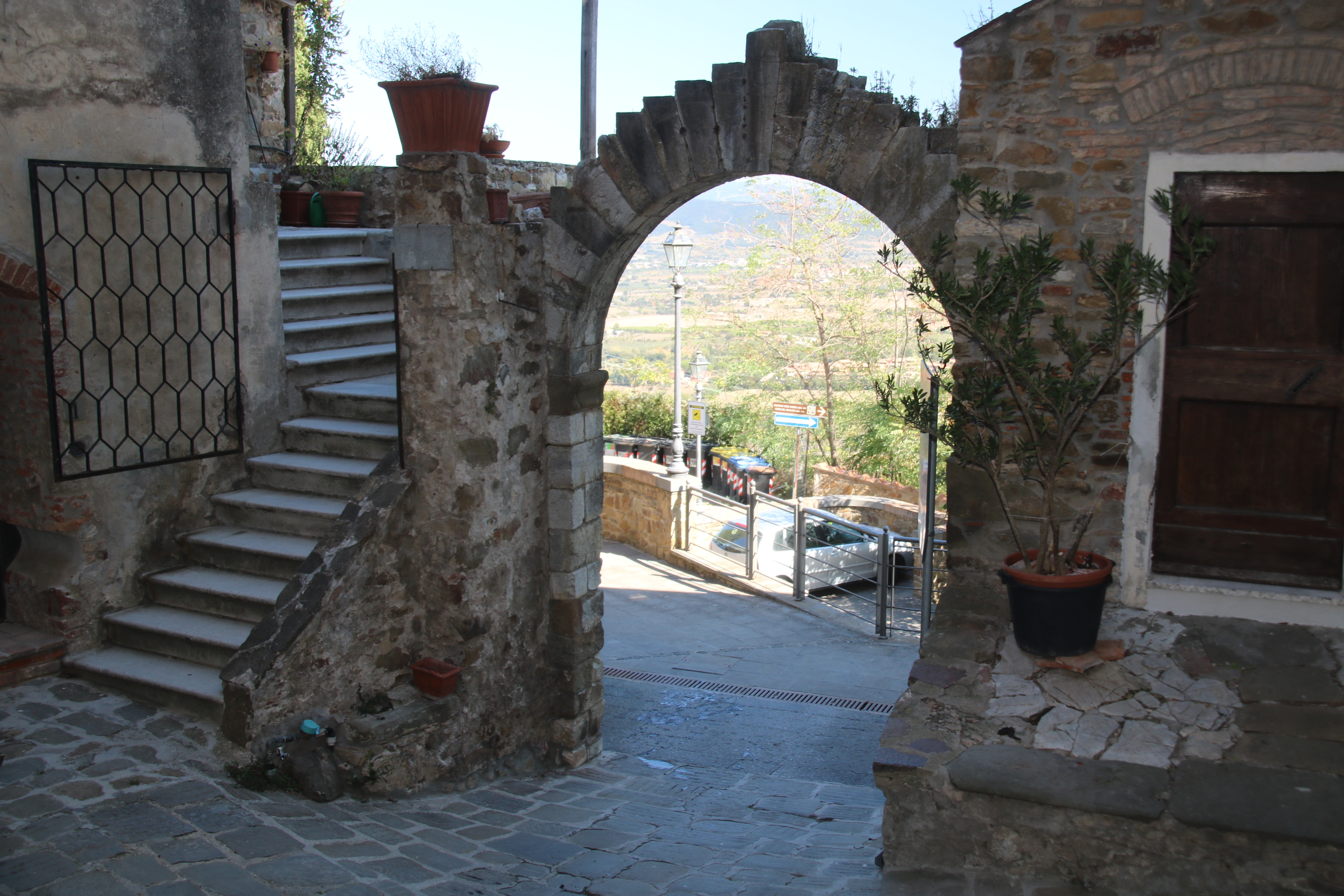
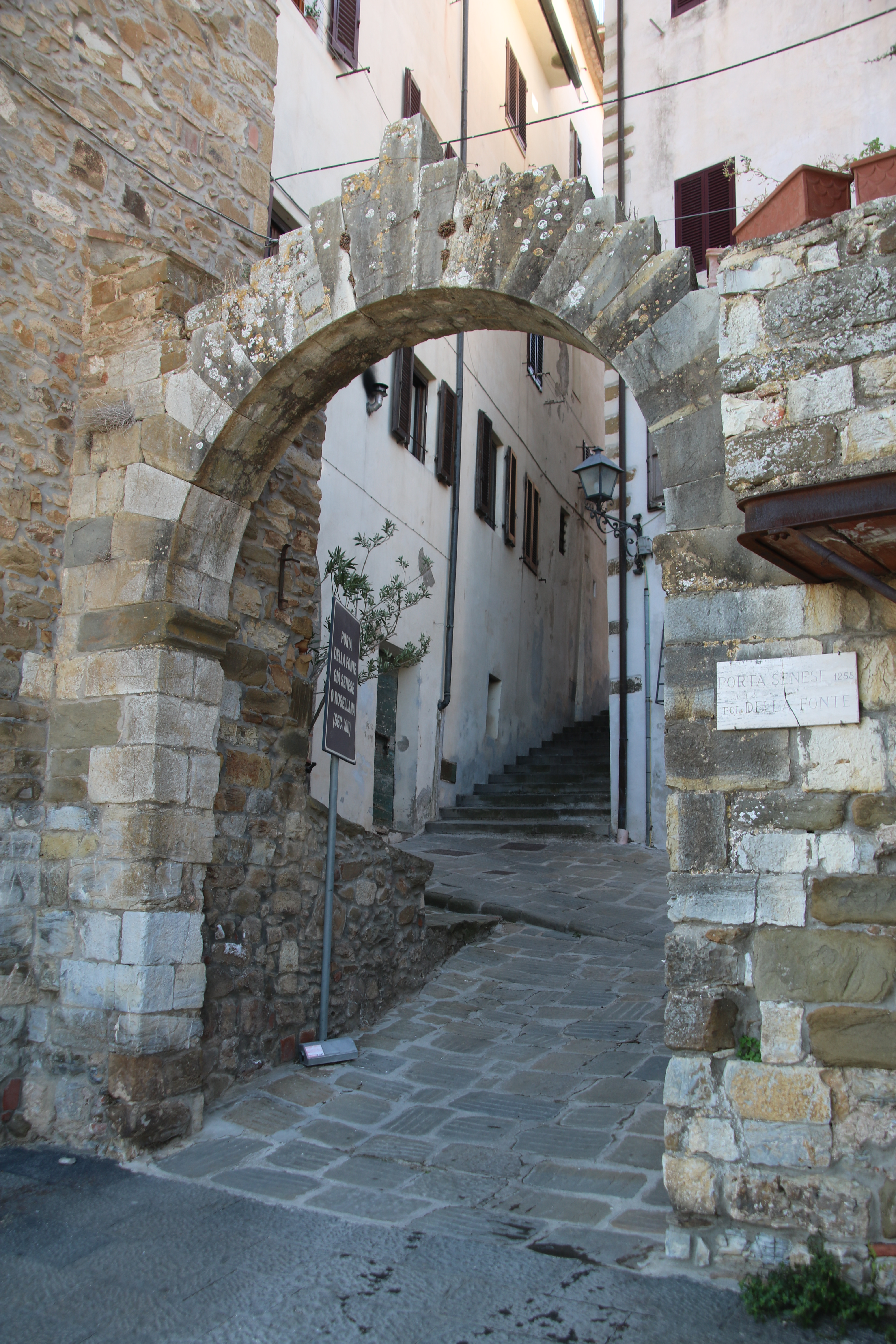